# Polowanie na mysz
Polowanie na mysz (tytuł oryg. MouseHunt) – amerykański slapstickowy film komediowy z roku 1997, wyreżyserowany przez Gore’a Verbinskiego.

## Opis fabuły
Film przedstawia perypetie pary braci, Erniego i Larsa Smuntzów – kucharza i pracownika fabryki sznurka – którzy z dnia na dzień zostają spadkobiercami umiejscowionej na odludziu willi, wartej krocie. Nim jednak sprzedadzą posiadłość, muszą pozbyć się zamieszkałej w nim myszy, co okazuje się nie być prostym zadaniem.

## Obsada
- Nathan Lane jako Ernie Smuntz
- Lee Evans jako Lars Smuntz
- Vicki Lewis jako April Smuntz
- William Hickey jako Rudolf Smuntz
- Christopher Walken jako Caesar, eksterminator
- Michael Jeter jako Quincy Thorpe
- Debra Christofferson jako Ingrid
- Camilla Søeberg jako Hilde
- Ian Abercrombie jako aukcjoner

## Wersja polska
Opracowanie wersji polskiej: Studio Sonica

Reżyseria: Krzysztof Kołbasiuk

Dialogi: Barbara Robaczewska

Dźwięk i montaż: Sławomir Czwórnóg

Organizacja nagrań: Beata Aleksandra Kawka

Udział wzięli:
- Mieczysław Morański – Ernest „Ernie” Smuntz
- Janusz Zadura – Lars Smuntz
- Ignacy Machowski – Rudolf Smuntz
- Ewa Domańska – April Smuntz
- Wiesław Machowski – Prawnik
- Krzysztof Kołbasiuk – Alexander Falko
- Tomasz Dedek – Caesar

oraz
- Zuzanna Lipiec
- Anna Ułas
- Irena Malarczyk
- Iwona Rulewicz
- Ewa Wawrzoń
- Tadeusz Wieczorek
- Stefan Knothe
- Zbigniew Suszyński
- Jerzy Mazur
- Wacław Szklarski
- Janusz Bukowski
- Jerzy Dominik

i inni